# Kap Dalton
Das Kap Dalton markiert das südöstliche Ende einer schneebedeckten Insel vor dem Westufer der Edward-VIII-Bucht an der Küste des ostantarktischen Kemplands. Das Kap liegt rund 1,5 km nördlich der Landspitze Brattodden.
Norwegische Kartografen kartierten dieses Gebiet anhand von Luftaufnahmen, die bei der Lars-Christensen-Expedition 1936/37 entstanden sind. Das Kap ist auf den Karten nicht namentlich erwähnt, sondern Bestandteil zu den darauf als Skutenesmulen (norwegisch für Prahmmaul) und Skutenes (norwegisch für Prahmspitze) bezeichneten Objekten. Die als Skutenes bezeichnete Landspitze identifizierten Wissenschaftler im Rahmen der Australian National Antarctic Research Expeditions (ANARE) als zwei verschneite Inseln und verwarfen damit die deskriptive norwegische Benennung. Das Antarctic Names Committee of Australia benannte das hier beschriebene Kap am 15. Februar 1958 nach Robert Frederick Martin Dalton (1907–unbekannt), diensthabender Offizier bei der ANARE-Kampagne auf Macquarieinsel im Jahr 1953.